# Yamorai
Yamorai (Balzapuertino, Balsapuertino), jedno od plemena Cheberoan Indijanaca, jezična porodica cahuapanan iz Perua. Yamorai su nastanjivali područje u zapadnom bazenu Amazone, u peruanskoj regiji Loreto, gdje ih je na gornjem toku rijeke Paranapura i kod Santa Rose na lijevoj strani Huallage bilo između 500 i 1.000 (1925). Yamoraije spominje samo Tessmann (1930). Po nekim autorima podpleme su Chayahuita.
Moguće je da su srodni s nešto sjevernijim plemenom Pambadeque. Govorili istoimenim, danas nestallim jezikom yamorai, koji je pripadao podskupini jeberoan (cheberoan).